# Paul Chaim Eisenberg

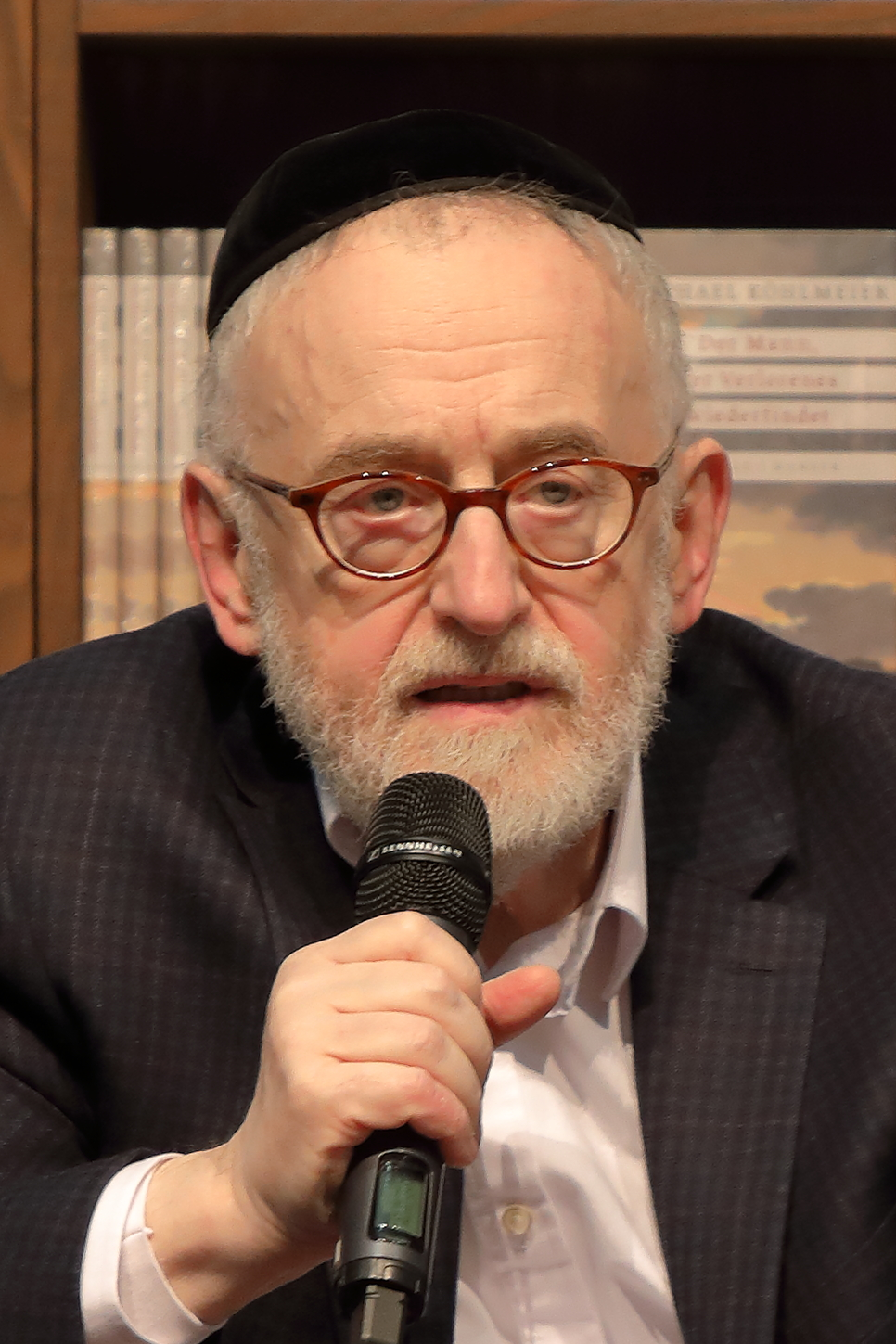
Oberrabbiner Eisenberg im Jahr 2017

Paul Chaim Eisenberg (geboren 26. Juni 1950 in Wien) war von 1983 bis Juni 2016 Oberrabbiner der Israelitischen Kultusgemeinde Wien.

## Leben
Paul Chaim Eisenberg stammt aus einer Rabbinerfamilie. Er war aktives Mitglied bei den Bne Akiwa und übernahm Aufgaben im Jugendbereich. Er studierte zwei Semester Mathematik und Statistik an der Universität Wien. Danach absolvierte er ein Rabbinatsstudium in Jerusalem. Nach dem Tod seines Vaters Akiba Eisenberg im Jahre 1983 übernahm er das Amt als Oberrabbiner der Israelitischen Kultusgemeinde Wien. Seit 1988 ist Eisenberg auch Oberrabbiner des Bundesverbandes der Israelitischen Kultusgemeinden Österreichs.
Neben seiner Funktion als Oberrabbiner trat er auch immer wieder als Sänger auf, etwa beim jährlichen KlezMore-Festival und dem Kantorenkonzert in Wien. Im Jahr 2001 brachte er in Zusammenarbeit mit dem ORF unter dem Titel As der Rebbe lacht eine CD mit jiddischen Liedern und chassidischen Weisen und Erzählungen heraus.
Mit 1. Juli 2016 folgte ihm Arie Folger als Oberrabbiner der IKG-Wien nach.

## Werke (Auswahl)

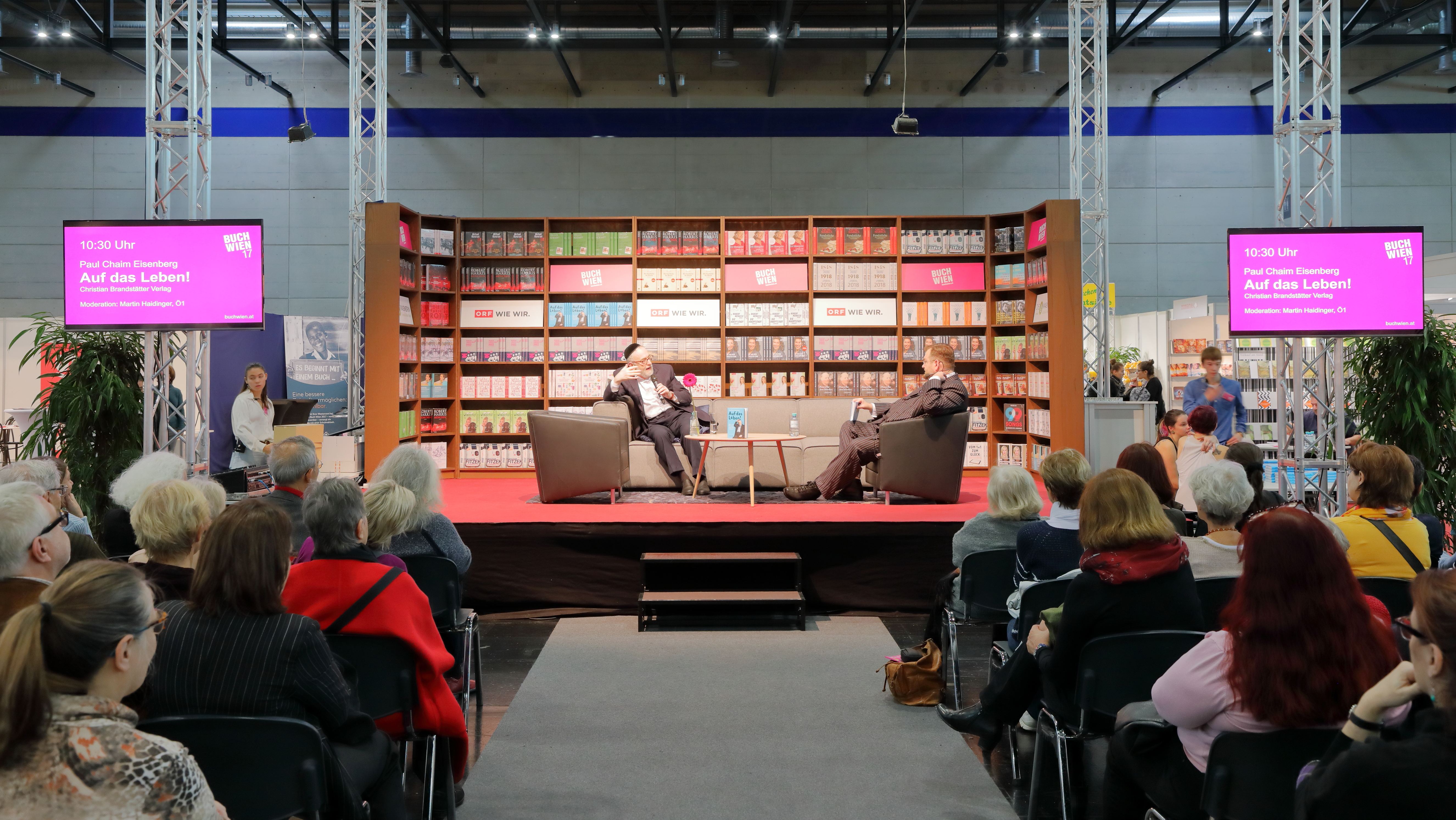
Eisenberg mit Moderator Martin Haidinger bei der Präsentation seines Buches Auf das Leben! auf der Wiener Buchmesse 2017

- Ist Jesus die Brücke für das Gespräch zwischen Juden und Christen? (IDCIV-Vorträge; Bd. 8). Informationszentrum im Dienste der Christlich-Jüdischen Verständigung, Wien 1984.
- Einführung in den Talmud (IDCIV-Vorträge; Bd. 11). Informationszentrum im Dienste der Christlich-Jüdischen Verständigung, Wien 1985.
- Mit Evelyn Adunka: Erlebnisse eines Rabbiners: Geschichte und Geschichten. Molden Verlag, Wien 2006, ISBN 3-85485-127-8
- Auf das Leben!. Christian Brandstätter Verlag, Wien 2017, ISBN 9783710601620
- Das ABC vom Glück. Brandstätter Verlag, Wien 2019, ISBN 978-3-7106-0334-1
- Lachen, Weinen, Hoffnung schenken. Brandstätter Verlag, Wien 2021, ISBN 978-3-7106-0510-9

## Ehrungen
- 2001: Berufstitel Professor durch Bundespräsident Thomas Klestil
- 2010: Großes Goldenes Ehrenzeichen mit dem Stern für Verdienste um die Republik Österreich[3] (überreicht durch Heinz Fischer am 29. September 2010)
- 2013: Großes Goldenes Ehrenzeichen für Verdienste um das Land Wien